# Ерік Дефляндр
Ерік Дефляндр (фр. Éric Deflandre, нар. 2 серпня 1973, Рокур) — бельгійський футболіст, що грав на позиції захисника. Виступав за національну збірну Бельгії.

## Клубна кар'єра
У дорослому футболі дебютував 1991 року виступами за команду клубу «Льєж», в якій провів чотири сезони, взявши участь у 93 матчах чемпіонату.
Згодом з 1995 по 2000 рік грав у складі команд клубів «Жерміналь-Екерен» та «Брюгге».
Своєю грою за останню команду привернув увагу представників тренерського штабу клубу «Ліон», до складу якого приєднався 2000 року. Відіграв за команду з Ліона наступні чотири сезони своєї ігрової кар'єри. Більшість часу, проведеного у складі «Ліона», був основним гравцем захисту команди.
Протягом 2004–2010 років захищав кольори клубів «Стандард» (Льєж), «Брюссель», «Дендер» та «Лірс».
Завершив професійну ігрову кар'єру у клубі «Льєж», у складі якого вже виступав раніше. Прийшов до команди 2010 року, захищав її кольори до припинення виступів на професійному рівні у 2011.

## Виступи за збірну
1996 року дебютував в офіційних матчах у складі національної збірної Бельгії. Протягом кар'єри у національній команді, яка тривала 10 років, провів у формі головної команди країни 57 матчів.
У складі збірної був учасником чемпіонату світу 1998 року у Франції, чемпіонату світу 2002 року в Японії і Південній Кореї, чемпіонату Європи 2000 року у Бельгії та Нідерландах.

## Титули та досягнення

### Командні
«Брюгге»
- Чемпіон Бельгії: 1997/98.
- Володар суперкубка Бельгії: 1998.

 «Ліон»
- Чемпіон Франції: 2001/02, 2002/03, 2003/04.
- Володар кубка французької ліги: 2000/01.
- Володар суперкубка Франції: 2003.